# Ципьинское сельское поселение
Ципьинское се́льское поселе́ние — муниципальное образование в Балтасинском районе Татарстана Российской Федерации.
Административный центр — село Ципья.

## История
Статус и границы сельского поселения установлены Законом Республики Татарстан от 31 января 2005 года № 49-ЗРТ «Об установлении границ территорий и статусе муниципального образования "Балтасинский муниципальный район" и муниципальных образований в его составе».

## Население
| 2010  | 2011  | 2012  | 2013  | 2014  | 2015  | 2016  |
| ----- | ----- | ----- | ----- | ----- | ----- | ----- |
| 2988  | ↘2986 | ↗2997 | ↘2995 | ↗3006 | ↘3004 | ↗3025 |
| 2017  | 2018  |       |       |       |       |       |
| ↘3020 | ↘3008 |       |       |       |       |       |

## Состав сельского поселения
| № | Населённый пункт | Тип населённого пункта       | Население |
| - | ---------------- | ---------------------------- | --------- |
| 1 | Арбор            | село                         |           |
| 2 | Мельничная       | деревня                      |           |
| 3 | Старая Ципья     | деревня                      |           |
| 4 | Сырья            | деревня                      |           |
| 5 | Тагашур          | деревня                      |           |
| 6 | Ципья            | село, административный центр |           |
| 7 | Янгурчи          | деревня                      |           |